# 扎奇拉镇
扎奇拉镇（西班牙語：Villa de Zaachila）是墨西哥瓦哈卡州的一个市镇，距离瓦哈卡市6公里。“扎奇拉”这个名字来自萨波特克语，意思是“马齿苋的大片叶子”。它是中央山谷地区西部的扎奇拉区的一部分。在前西班牙时代，扎奇拉是阿尔班山陷落后瓦哈卡山谷的主要城邦，扎奇拉萨波特克人是西班牙人到来时瓦哈卡山谷的主要政治力量。从那时起，扎奇拉镇大部分时间相对平静，但自2006年以来，政局动荡显著，出现两个平行政权并村的状况。
扎奇拉镇以其星期四的露天市场而闻名，这个市场覆盖了镇中心的大部分地区，自前西班牙时代以来一直是一个传统。这里有一个大部分尚未开发的考古遗址。扎奇拉镇还以一种名为“高跷舞”的舞蹈而闻名。

## 历史
自2006年瓦哈卡州抗议以来，扎奇拉有两个平行政府，双方多次对峙。2006年6月，瓦哈卡人民民众大会占领市政宫，这是瓦哈卡州动乱期间首批被持不同政见者占领的市政宫之一。这一行为最终演变为一个平行政府的成立，即由米格尔·安赫尔·埃尔南德斯·巴斯克斯领导的“人民市镇”。该委员会拒绝接受当时的市长何塞·科罗内尔·马丁内斯领导的政府，也拒绝接受现任市长诺埃·佩雷斯·马丁内斯的“宪法”政府，并指控他们犯有压迫、滥用职权、裙带关系等罪行。
镇上的居民分别支持两个政府，每个政府控制着镇上的不同方面。宪法政府控制警察和其他服务，而人民政府控制商业税收，每月约6000比索，用于提供垃圾清理等服务。然而，扎奇拉镇的街道很脏乱，镇上的10个社区没有警察存在。市民组织了巡逻队，但夜晚依然危险。自成立以来，“人民政府”得到委内瑞拉、法国、西班牙、德国、加拿大和哥斯达黎加等国的国际支持。2007年，瓦哈卡州立法机关承认宪法政府“暂停行使职权”，但尚未承认瓦哈卡人民民众大会支持的政府。
作家彼得·盖尔德卢斯认为扎奇拉镇当前的政府状况是无政府主义社会运作的一个不完全例子。